# Llac del Cubil
Llac del Cubil är en sjö i Andorra. Den ligger i parroquian Encamp, i den östra delen av landet. Llac del Cubil ligger 2 299 meter över havet. Den högsta punkten i närheten är 2 735 meter över havet, 1,0 kilometer söder om Llac del Cubil.
Trakten runt Llac del Cubil består i huvudsak av gräsmarker och kala bergstoppar.